# Paixões de Zeus
As paixões de Zeus foram suas amantes que, junto com seus filhos, eram odiados e perseguidos por Hera. Vários autores antigos apresentam listas de paixões de Zeus - usualmente iniciando-se com Métis, filha de Oceano e Tétis, e terminando com Olímpia do Epiro, mãe de Alexandre, o Grande, e Nêmesis
a (deusa da guerra) que com ela teve Helena de Troia e Pólux

## Higino
Higino lista os filhos de Jove (Júpiter) em Fabulae, Capítulo CLV, Filhos de Jove:
- Liber por Prosérpina, que os titãs desmembraram
- Hércules por Alcmena
- Dioniso por Sêmele, filha de Cadmo e Harmonia
- Castor e Pólux por Leda, filha de Thestius[nota 1]
- Argos, filho de Níobe, filha de Foroneu
- Épafo, filho de Io, filha de Ínaco
- Perseu, filho de Dânae, filha de Acrísio
- Zeto e Anfião, filhos de Antíope, filha de Nicteu[nota 2]
- Minos, Sarpedão, e Radamanto, filhos de Europa, filha de Agenor
- Heleno filho de Pirra, filha de Epimeteu[nota 3]
- Étlio, filho de Protogênia, filha de Deucalião
- Dardano, filho de Electra, filha de Atlas
- Lacedaemon, filha de Taigete, filha de Atlas
- Tântalo, filho de Plota, filha de Himas
- Éaco, filho de Egina, filha de Asopo
- Aegipan filho da cabra *Boetis
- Arcas, filho de Calisto, filha de Licaão
- Pirítoo, filho de Dia, filha de Deioneu
- Artemis e Apolo, filhos gêmeos de Leto

## Clemente de Alexandria
Clemente de Alexandria criticou o comportamento de Júpiter para mostrar que aquele que os gentios adoravam como o maior deus e o chefe dos deuses cometia vários atos perversos, como incesto,  adultério  e transformações vis com o intuito de violentar ou seduzir donzelas, além de punir quem se opunha às suas aventuras.

## Por amante

### Europa

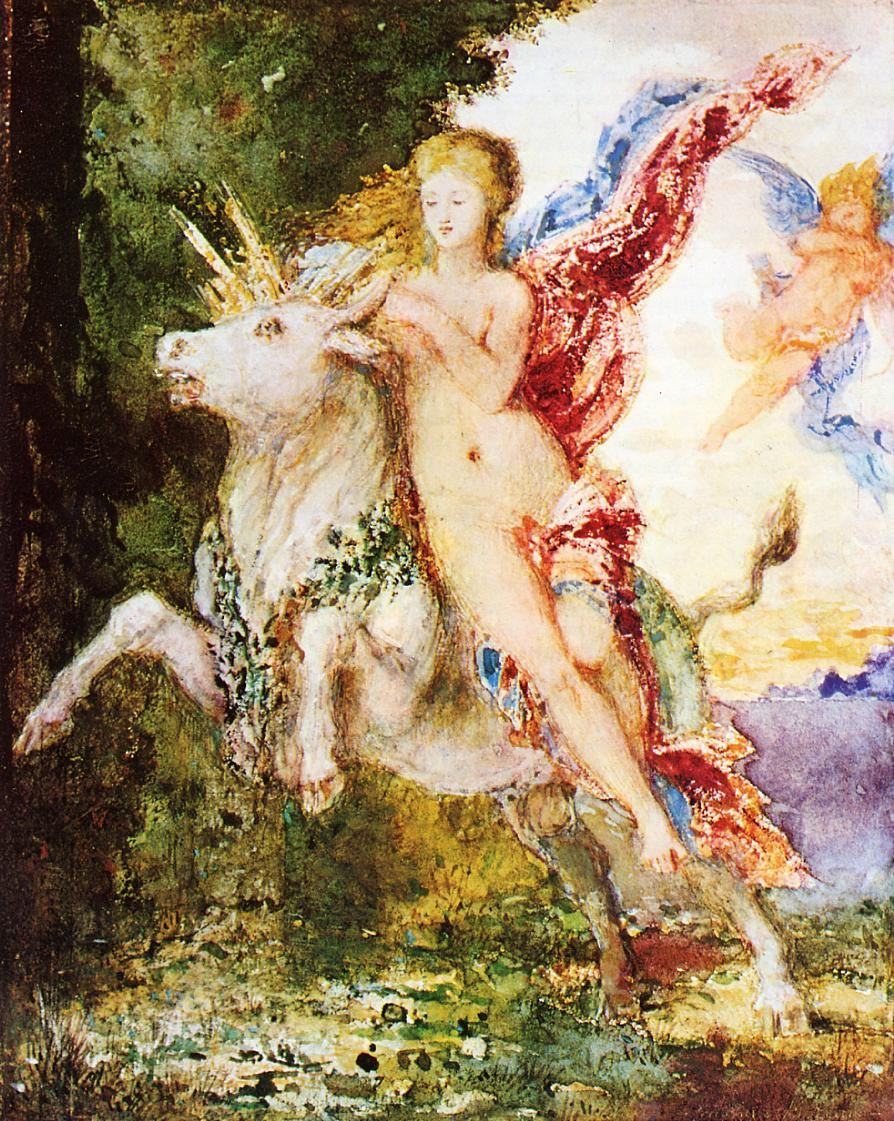
Europa e o Touro
Por Gustave Moreau, 1869

Europa era uma princesa, filha de Aginor e Telefasa. Os deuses do Olimpo conheciam a beleza de Europa e tentavam raptá-la sem êxito. Foi então que Zeus, o deus supremo dos antigos gregos, se apaixonou por ela, ao vê-la jogando com as suas amigas na praia de Sidon, ficando maravilhado pela sua beleza. Tanto era o seu amor por ela que para se aproximar de Europa sabia que esta o podia recusar se se apresentasse naturalmente. Como tal, pediu ajuda ao seu filho Hermes para a preparação do encontro. Zeus tinha decidido transformar-se num belo touro, para raptar a jovem Europa. Hermes estava encarregado de conduzir o rebanho de bois do rei, desde os altos prados até à praia, perto do sítio onde Zeus sabia que Europa e outras donzelas de Tiro acudiam para passar uma tarde de diversão.
Zeus adquire a forma de um touro branco, de feições nobres, com cornos parecidos ao crescente lunar, os quais não infundiam medo algum. Aproximou-se, saindo do rebanho, ao grupo das jovens, e prostrou-se aos pés de Europa. Primeiro, a jovem assustou-se, mas rapidamente foi ganhando confiança. Optou por acariciar a cabeça do maravilhoso animal, colocando-lhe umas grinaldas de flores que as raparigas entrelaçavam entre os cornos. Europa decide então sentar-se em cima do animal, tão confiante e alheia do que a esperava. O touro beijou os pés da jovem, enquanto as suas amigas a adornavam. Zeus decidiu continuar o seu plano. O animal ergueu-se e sem demora lançou-se ao mar levando consigo Europa no seu dorso. Em vão Europa gritava, suplicando, mas o touro nadava furiosamente, afastando-se da costa.
As amigas, que ficaram na praia, surpreendidas, acenavam as mãos em gesto de desespero, lançando-se no mar aberto, com os Ventos a ajudarem a avançar, surgindo grupos de divindades marinhas como cortejo. Europa para não cair das suas costas teve que agarrar-se aos cornos, sendo que após uma longa viagem chegaram a Creta, onde Zeus assumiu de novo a forma humana. Desesperados e por ordem do seu pai, os irmãos e a mãe de Europa partiram à sua procura, mas não deram com ela.
Foi em Creta, mais precisamente na fonte de Gortina, sob a frondosa sombra dos plátanos onde o casal se uniu. Desde aquele dia que os plátanos nunca mais perderam as suas folhas no inverno, dado que serviram para amparar o amor de um deus.
Da união de Zeus e Europa nasceram três filhos: o valente Sarpedão, o justo Radamanto e o legendário Minos, rei de Creta, de cuja família nascerá posteriormente o Minotauro, monstro com cabeça de touro e corpo humano. Este monstro estava encerrado num Labirinto construído por Dédalo.
Porém, Zeus não podia restringir-se à sua bela Europa, sendo que para a recompensar deu-lhe três prendas. A primeira foi Talo o autómato, feito de bronze e cuidava das costas de Creta contra os desembarques estrangeiros. A outra foi um cão que nunca ladrava nas caçadas e conseguia sempre agarrar as suas presas. Por último, entregou-lhe um surpreendente dardo que sempre e sem excepção acertava no alvo eleito.
Adicionalmente, e para recompensá-la por completo, Zeus fez com que Europa contraísse matrimónio com Asterion, o qual, como não pode ter filhos, adoptou os de Zeus.
Quando Europa morreu foram-lhe concedidas as honras divinas, sendo que o touro, isto é, a forma na qual Zeus havia amado Europa, foi convertido na constelação de Tauros e incluído nos signos do Zodíaco.
O pai de Europa, que nunca soube o que lhe acontecera, continuava a procurá-la por toda a parte, gritando o seu nome, mas nunca a encontrou. Decidiu então meter-se no seu barco mais rápido e prosseguir a busca por toda a Grécia e por todo o continente. O rei gritava desesperado o nome da sua filha, mas Europa não aparecia. A lenda diz que o rei passou por muitos lugares em busca da sua filha, lugares que agora são conhecidos como França, Alemanha, Itália… e como as pessoas que habitavam esses sítios na antiguidade escutavam em toda a parte o nome de Europa, decidiram chamar assim à terra que hoje em dia é o continente de Europa.

### Dânae

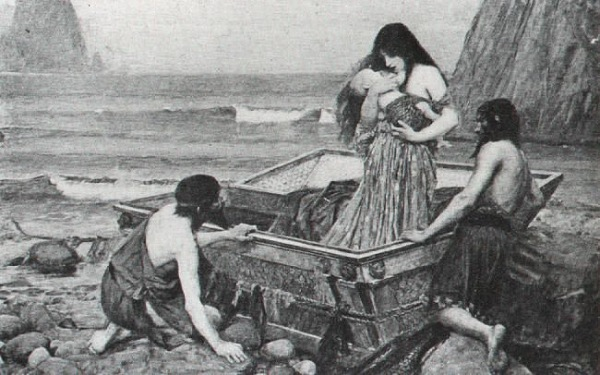
Dânae e Perseu
Por John William Waterhouse

Princesa de Argos, esposa do rei Acrísio. Desapontado por não ter herdeiros masculinos, Acrísio procura um oráculo. Este respondeu-lhe que, mesmo se fosse até o fim da Terra, seria morto por um seu descendente, filho de Dânae.
A princesa era virgem ainda e, para que jamais tivesse um filho, o rei aprisionou-a numa torre de bronze (ou numa caverna, segundo alguns), que manteve constantemente vigiada por seus guardas mais valorosos. Pretendia, assim, evitar que ela lhe desse um herdeiro, seu futuro assassino.
Apesar de todos esses cuidados, Zeus, tomado de amores pela jovem e bela princesa, transmuta-se numa chuva de ouro, forma na qual tem relações com Dânae.
Foi assim gerado Perseu. Tomando ciência do ocorrido, ordenou que fossem mãe e filho lançados ao mar, dentro de uma caixa de madeira. Foi a solução encontrada para que não atraísse contra si a ira do deus, matando-lhe um filho: as águas dariam cabo deles.
Mas o destino não favoreceu Acrísio: a pedido de Zeus, Poseidon acalmou os mares, e ambos sobreviveram. Levados pelas correntes até a ilha de Seriphos, foram encontrados por pescadores que então os levaram até o monarca local, Polidetes.

### Alcmena

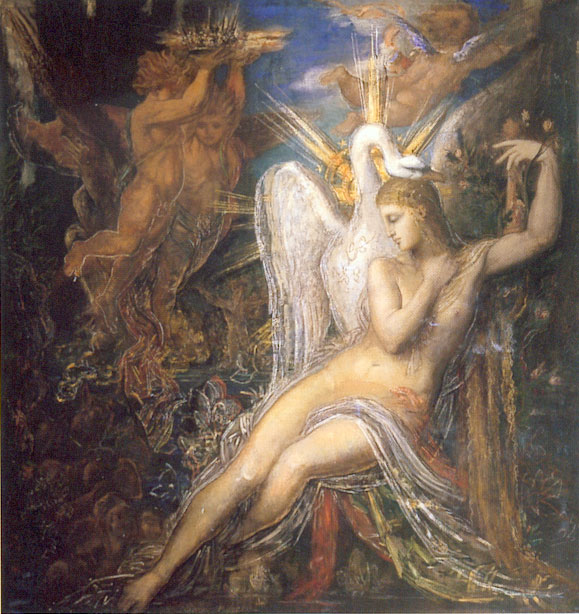
Leda e o Cisne
Por Gustave Moreau, 1865-1875
Museu Gustave Moreau

Esposa do rei Anfitrião, de Tebas. Enquanto o seu marido estava lutando numa guerra, Zeus tomou a sua forma para enganar Alcmena, tendo com ela seu filho Hércules.

### Leda
Esposa do rei Tíndaro, de Esparta. Certa vez, Zeus transformou-se em um cisne e seduziu-a. Dessa união, Leda chocou dois ovos, e deles nasceram Clitemnestra, Helena, Castor e Pólux. Helena e Pólux eram filhos de Zeus, mas Castor e Clitemnestra eram filhos de Tíndaro.

### Calisto

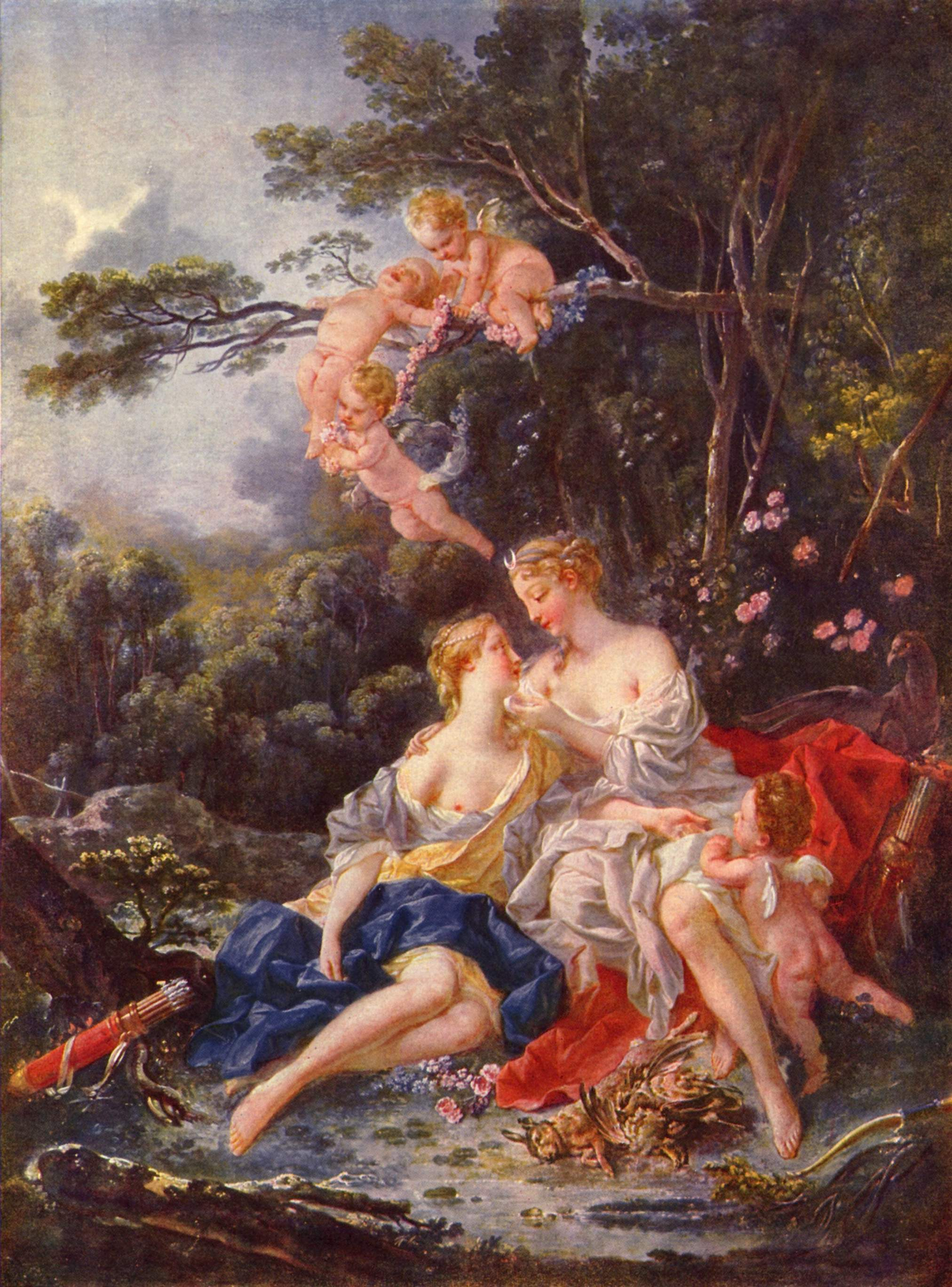
Zeus e Calisto
Por François Boucher, 1744, Museu Pushkin

Foi seduzida por Zeus em disfarce de Ártemis, Calisto provocava ciúme em Hera, pois sua beleza cativara seu marido, Zeus. Hera então castigou-a transformando-a num urso. Calisto, no entanto, tentava ao máximo lutar contra seu destino mantendo-se o mais ereta possível, tentando assim conquistar a piedade dos deuses. Mas a indiferença de Zeus a fazia crer ser este deus cruel, apesar de nada poder dizer, pois agora só sabia rugir. Sua vida agora era de medo. Tinha medo dos caçadores que rodeavam sua antiga casa, pois tinha sido ela também uma caçadora. Temia as noites que passava sozinha. Temia as feras mesmo que agora ela mesma fosse uma. Um dia, no entanto, em uma de suas caminhadas pelo bosque, reconheceu seu filho, Arcas, agora um homem, um caçador. Calisto, mesmo assim, quis abraçá-lo e ao aproximar-se provocou o medo do filho que lhe ergueu a lança e quando estava para deferir o golpe, Zeus, compadecido com o trágico acontecimento que estava por vir, afastou os dois colocando-os no céu. Calisto transformou-se na Ursa Maior

### Io

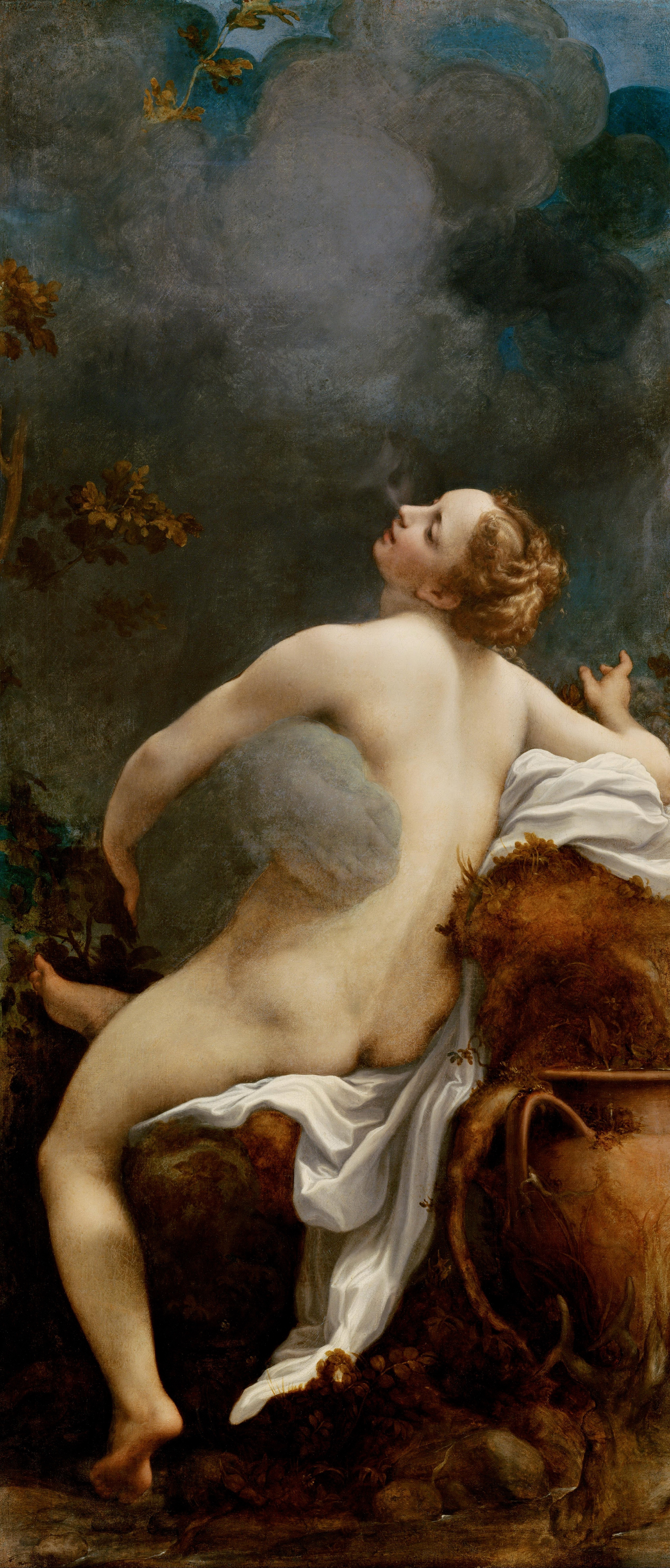
Júpiter e Io
Por Antonio da Correggio, 1530
Museu de História da Arte em Viena

Sua beleza despertou a paixão de Zeus, que para cortejá-la cobriu o mundo com um manto de nuvens escuras, escondendo seus atos da visão de Hera. A estratégia falhou e a deusa, desconfiada, desceu do monte Olimpo para averiguar o que estava acontecendo. Numa vã tentativa de iludir sua esposa ciumenta, o deus transformou sua amante em uma belíssima novilha branca. Intrigada pelo interesse do marido no animal e maravilhada com a beleza do mesmo, Hera exigiu a novilha para si e a pôs sob a guarda do gigante Argos Panoptes. Argos quando dormia mantinha abertos cinqüenta de seus cem olhos.
Zeus encarregou Hermes de libertar sua amada. Para tanto, o mensageiro dos deuses, usando a flauta de Pã, pôs para dormir os olhos despertos de Argos, enquanto os outros cinqüenta dormiam um sono natural, e cortou sua cabeça. Hera recolheu os olhos de seu servo e os pôs na cauda do pavão, animal consagrado a ela.
Io estava livre do cativeiro, mas não dos tormentos de Hera. O fantasma de Argos continuava a persegui-la. Para piorar sua situação, a deusa enviou um moscardo para picar a novilha constantemente durante sua fuga.
Io perambulou de Micenas para Eubeia. Atravessou a Ilíria e subiu o monte Hemos, na Trácia. O mar cujas praias percorreu recebeu o nome de mar Jônio. O estreito de Bósforo, que liga o mar de Mármara ao mar Negro, cujo significado é Passagem da Vaca, foi batizado assim após Io tê-lo cruzado a nado. Atravessou a Cítia e ao chegar ao monte Cáucaso, encontrou Prometeu acorrentado em uma rocha. O titã disse que, ao alcançar o Egito, ela teria restaurada a sua forma humana por Zeus e teria um filho. A criança seria a primeira de uma linhagem que culminaria com Hércules, que acabaria por libertar o próprio Prometeu.
Io fatalmente chegou às margens do Nilo. Cansada de tanto sofrimento, implorou a Zeus por um fim. O deus comovido foi falar com Hera e ambos restauram Io a sua forma humana. Ela teve um filho, Épafo, que foi roubado pelos Curetes sob ordens de Hera. Io recuperou o menino e reinou sobre o Egito, sob nome de Ísis e casada com Telégono. Sua coroa tinha dois pequenos chifres de ouro, lembranças de sua transformação.

### Antíope

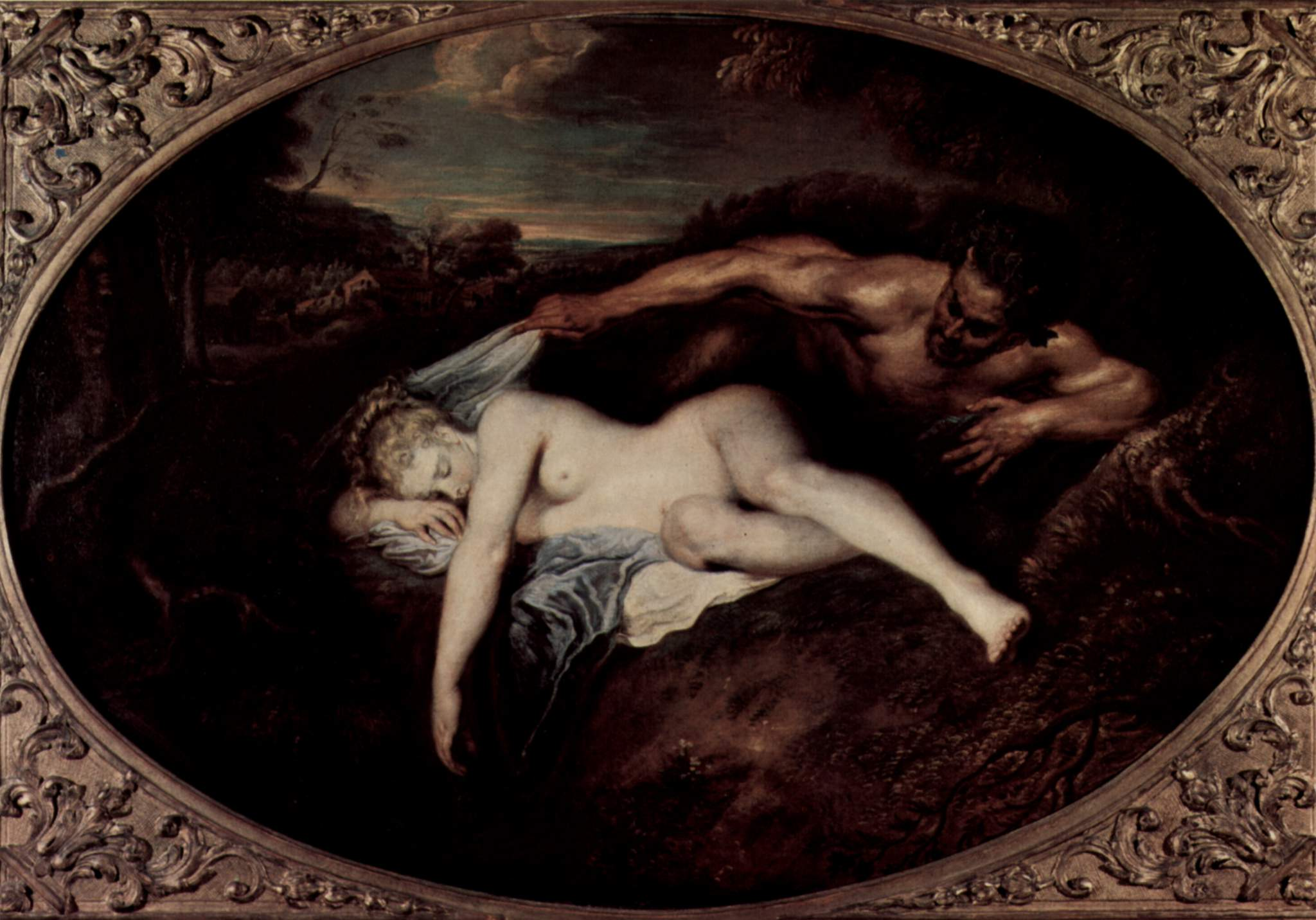
Zeus e Antíope
Por Antoine Watteau, Museu do Louvre

Antíope era filha do deus-rio beócio Asopo, segundo Homero (Od. xi. 260). Em poemas ela é chamada a filha do rei Nicteu de Tebas ou Licurgo. Sua beleza atraiu Zeus, que assumindo a forma de um sátiro, a tomou à força (Apolodoro iii. 5). Após isto ela foi carregada por Epopeu, rei de Sicião, que não a dava até obrigada por seu tio Lico. No caminho para casa ela deu à luz, na cercania de Eleutera no monte Citerão, aos gêmeos Anfião e Zeto, de que Anfião era o filho do deus, e Zeto o filho de Epopeu. Ambos foram deixados para serem trazidos por pastores. Em Tebas, Antíope agora experimentava da perseguição de Dirce, a esposa de Lico, mas enfim escapou rumo a Eleutera, e lá encontrou abrigo, não intencionalmente, na casa onde seus dois filhos foram criados como pastores.

### Égina
Rainha da ilha de Egina, mãe de Éaco, Hera enviou uma grande praga que matou a população para a ilha (já no reinado de Eaco), ela implora ao pai uma ajuda para habitar a ilha, e o deus fez. Zeus transformou um bando de formigas em soldados, os mirmidões, que foram soldados de Aquiles na guerra de Troia.

### Sêmele
Teve amores com Zeus, a quem pediu para mostrar todo o seu esplendor, quando estava grávida de Baco. Morreu fulminada quando Zeus se lhe apresentou com todo o seu poder e glória.
Zeus então retirou do seu ventre Dionísio e o pôs em sua coxa, onde terminou de gerá-lo. (http://www.culturevulture.net/graphics/semele.gif)

### Ganímedes

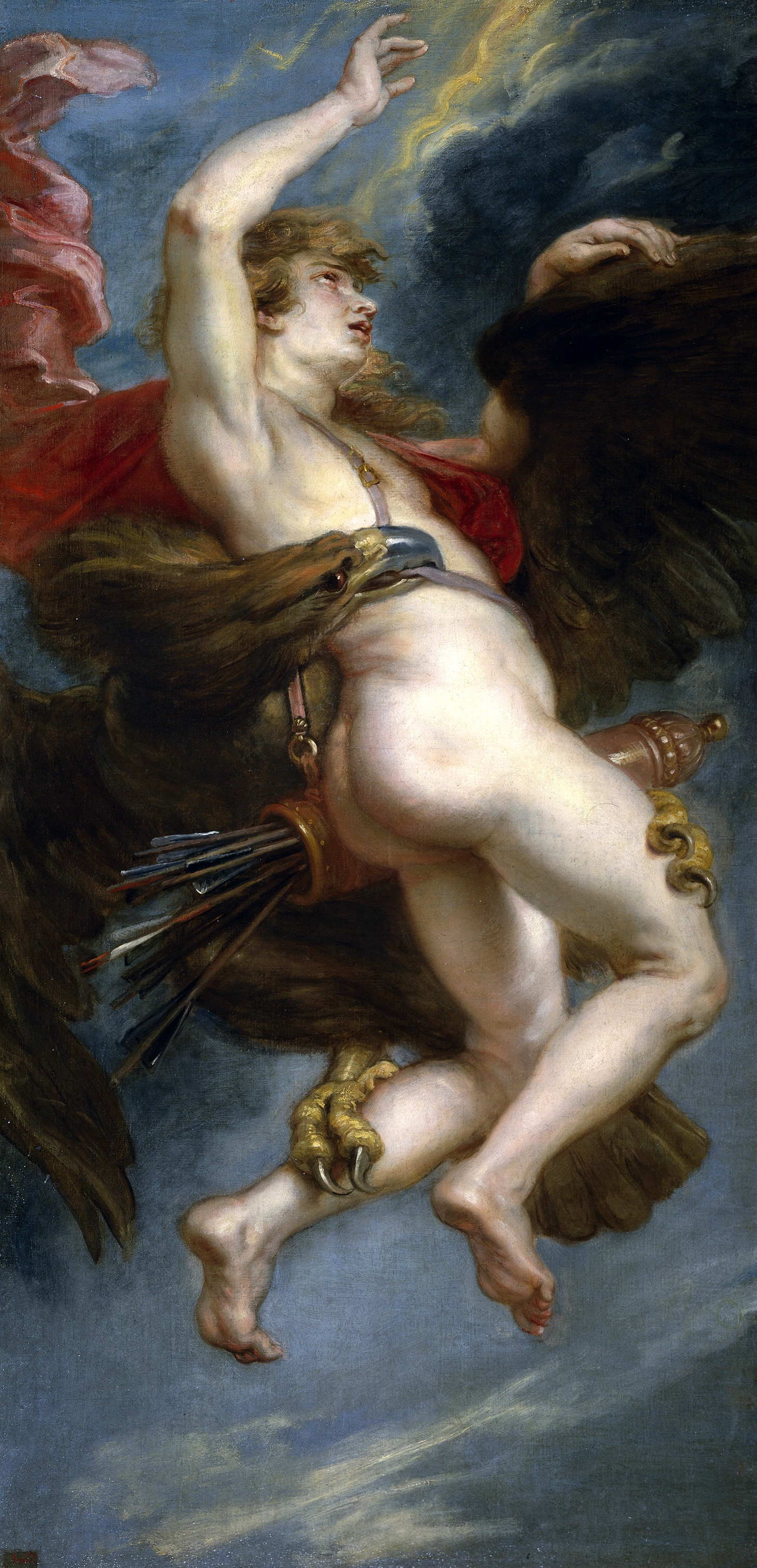
O rapto de Ganímedes
Por Peter Paul Rubens, 1611, Museu do Prado

Não são só as mulheres que despertam o amor do rei dos céus. Ganímedesportuguês europeu ou Ganimedesportuguês brasileiro era príncipe de Troia; ao vê-lo, Zeus se apaixonou por sua beleza, disfarçou-se de águia e o raptou para torná-lo copeiro do Olimpo.
O historiador francês Robert Flaciere, especialista em questões sobre a Grécia Antiga, desmente a paixão de Zeus por Ganímedes:
“Mas, nem homens nem deuses, em Homero (autor da Ilíada e Odisseia), são viciados na homossexualidade, a qual os poetas posteriores lhes atribuirão. É verdade que no livro XX da Ilíada há uma referência a Ganimedes, ‘que poderia ser tomado por um deus, sendo o mais belo dos mortais. Tal foi, certamente, a razão pela qual os deuses o levaram para o céu, para que ele pudesse servir a Zeus como escanção (encarregado de servir o vinho) e viver entre os imortais abençoados.’ Mas, para Homero, Ganimedes é um escanção e nada mais, não é o favorito de Zeus.” 